# Nether Langwith
 (août 2023).
Nether Langwith est une paroisse civile et un village du Nottinghamshire, en Angleterre.